# Доналд Рамотар
Доналд Рамотар (енгл. Donald Ramotar; Карија Карија, 22. октобар 1950) гвајански је политичар и председник Гвајане од 2011. године до 2015. године.

## Биографија
Рођен је 1950. године. Завршио је економију на Универзитету Гвајане. Ушао је у политику 1967. године, поставши чланом Народне напредне партије (ППП). Године 1979. је био изабран у Централни комитет ППП, а 1983. године и у Извршни комитет. Од 1988. године до 1993. године био је на челу Гвајанског пољопривредног радничког синдиката.
ППП је по први пут од независности Гвајане победила на парламентарним изборима 1992. године, након чега је Рамотар постао посланик у гвајанском парламенту и од тада стално биран на то место. Након смрти Чеди Џагана 1997. године, Рамотар је изабран за његовог наследника као генерални секретар ППП.
Централни комитет ППП је 4. априла 2011. године изабрао Рамотара за свог кандидата за парламентарне изборе у новембру 2011. године. Избори су одржани 28. новембра, а 1. децембра је обзнањено да је Рамотар победник. Међутим, ППП је због тога остала без једног посланика у парламенту и изгубила парламентарну већину (32 од 65 места). Председничку заклетву положио је 3. децембра 2011. године.